# عامر خان
محمد عامر حسین خان (زادهٔ ۱۴ مارس ۱۹۶۵) بازیگر هندی است. او در طول بیش از ۳۰ سال فعالیت در فیلم‌های هندی‌زبان، خود را به عنوان یکی از محبوب‌ترین و تأثیرگذارترین بازیگران سینمای هند معرفی کرده است. او طرفداران زیادی در جهان و به‌خصوص در هند و چین دارد و نیوزویک او را «بزرگ‌ترین ستاره سینما» در جهان توصیف کرده است. خان دریافت‌کنندهٔ جوایز مختلفی از جمله نه جایزهٔ فیلم‌فیر، چهار جایزهٔ ملی فیلم و یک جایزهٔ اکتا بوده است. دولت هند در ۲۰۰۳ با نشان پادما شری و در ۲۰۱۰ با پادما بوشان از او تجلیل کرده و در ۲۰۱۷ یک عنوان افتخاری از دولت چین دریافت کرد. نام او برای چندین سال در فهرست ۵۰۰ مسلمان تأثیرگذار جهان قرار گرفته است.
خان اولین بار در دوران کودکی در فیلم پیروزی خاطرات (۱۹۷۳) روی پرده ظاهر شد. در دوران بزرگسالی، اولین نقش بلند سینمایی او در فیلم تجربی هولی (۱۹۸۴) بود. او با ایفای نقش اصلی در فیلم از قیامت به قیامت (۱۹۸۸) فعالیت تمام‌وقت بازیگری را آغاز کرد. نقش‌آفرینی‌اش در فیلم خاکستر (۱۹۸۹) برای او جایزهٔ ملی فیلم را به همراه داشت. او در دههٔ ۱۹۹۰ با بازی در تعدادی از فیلم‌های موفق از جمله دل (۱۹۹۰)، راجا هندوستانی (۱۹۹۶) و سرفروش (۱۹۹۹) خود را به عنوان بازیگر برجسته در سینمای هند تثبیت کرد. او در سال ۱۹۹۸ در فیلم زمین ایفای نقش کرد که متفاوت از فیلم‌های قبلی‌اش بود.
او در سال ۱۹۹۹ کمپانی عامر خان پروداکشنز را تأسیس کرد که اولین فیلم آن با نام باج (۲۰۰۱) نامزد دریافت جایزهٔ اسکار بهترین فیلم بین‌المللی شد و دو جایزهٔ فیلم‌فیر کسب کرد. او کارگردانی را با فیلم ستاره‌های روی زمین (۲۰۰۷) تجربه کرد که برایش برندهٔ جایزهٔ بهترین فیلم و بهترین کارگردانی از مراسم فیلم‌فیر شد. فیلم‌های گجینی، سه احمق، موج ۳، پی‌کی و دنگل با بازی خان با موفقیت جهانی همراه بوده‌اند و هر کدام رکورد پرفروش‌ترین فیلم هندی را دارند. او برای نقش‌آفرینی در دنگل برندهٔ جایزهٔ بهترین بازیگر فیلم‌فیر شد. فیلم‌های او به دلیل پرداختن به مسائل اجتماعی در جامعهٔ هند شناخته می‌شوند.

## اوایل زندگی
محمدعامر حسین خان، در ۱۴ مارس ۱۹۶۵ در شهر بمبئی به دنیا آمد. پدرش طاهر حسین تهیه‌کننده سینما، و مادرش زینت حسین است. او بزرگ‌ترین فرزند خانواده است. یک برادر به نام فیصل خان و دو خواهر به نام‌های فرهت و نیکات دارد. ریشهٔ خانواده خان به شهر هرات در کشور افغانستان برمی‌گردد. او از نوادگان ابوالکلام آزاد فعال سیاسی و ذاکر حسین رئیس‌جمهور سابق هند است.
عموی او ناصر حسین نیز از تهیه‌کنندگان فیلم در هند است. وی زندگی هنری‌اش را با بازی در فیلمی به نام پیروزی خاطرات (۱۹۷۳) به کارگردانی عمویش و در زمانی آغاز کرد که کودکی هشت‌ساله بود.
اولین فیلم عامر خان که در آن نقش اول را بر عهده داشت، فیلم از قیامت به قیامت (۱۹۸۸) به کارگردانی پسرعمویش منصور خان بود. نقش مقابل او در این فیلم را جوهی چاولا بر عهده داشت. عامر خان برای بازی در این فیلم برنده بهترین بازیگر تازه‌وارد مرد فیلم‌فیر شد.
عامر خان در سال۱۹۹۰ با بازی در فیلم موفق دل توانست جای خود را در بالیوود به عنوان یک ستاره محکم کند. اما آغاز موفقیت جدی او از سال ۱۹۹۵ بود که در فیلم رنگارنگ در کنار اورمیلا ماتوندکار بازی کرد. بازی در این فیلم هفتمین نامزدی جایزه فیلم‌فیر بهترین بازیگر مرد را برایش به ارمغان آورد. سال ۱۹۹۶ سال عامر خان بود، او با فیلم راجا هندوستانی توانست برای اولین بار جایزه بهترین بازیگر مرد را کسب کند. همچنین این فیلم توانست به عنوان بهترین و پرفروش‌ترین فیلم سال انتخاب شود و کاریشما کاپور هم برنده جایزه فیلم‌فیر بهترین بازیگر زن شد.
سال ۱۹۹۷ عامرخان فیلم موفق و پرفروش عشق را در گیشه داشت که سومین فیلم پرفروش سال شد و سال ۱۹۹۸ بازی درخشان وی در فیلم غلام نامزدی بهترین بازیگر و فیلم سال را به ارمغان آورد.
سال ۱۹۹۹ در فیلم سرفروش با ایفای نقش افسر پلیس یکی از بهترین اجراها را در یک نقش جدی را به نمایش گذاشت. و برای دهمین بار نامزد جایزه بهترین بازیگر مرد شد.
عامر خان در سال ۲۰۰۱ شرکت فیلمسازی خود را با نام عامر خان پروداکشنز تأسیس کرد. اولین محصول این شرکت، فیلمی بود با نام باج به کارگردانی اشوتوش گواریکر که نامزد دریافت جوایز ملی و بین‌المللی زیادی شد و توانست جایزهٔ محبوب‌ترین فیلم را از جشنواره فیلم ملی دریافت کند. این فیلم یکی از ۳ فیلم تاریخ هند است که نامزد بهترین فیلم خارجی زبان اسکار شده است.
عامرخان از سال ۲۰۰۱ با تغییر رویه کاری خود و محدود کردن بازی در فیلم‌ها و حساسیت در انتخاب نقش و فیلمنامه به سوپراستاری فراتر از سینمای هند تبدیل شد و همین امر باعث شد او ۴ سال از سینما فاصله بگیرد و سال ۲۰۰۵ با فیلم قیام مانگال پاندی بازگشت و با استقبال خوب منتقدان مواجه شد.
سال ۲۰۰۶ عامرخان با دو فیلم زعفرانی رنگش کن و فنا سال بسیار باشکوه را پشت سر گذاشت فیلم زعفرانی رنگش کن، در جشنواره‌های خارجی بسیار استقبال شد و بخاطر داشتن دیالوگ‌های قوی مورد ستایش قرار گرفت و اما فیلم فنا، که عامرخان برای اولین بار کنار کاجول نقش مقابل وی را بازی می‌کرد و کاجول نیز پس از ۵ سال دوری از سینما در کنار عامرخان قرار گرفته بود. این فیلم به یک موفقیت بزرگ تجاری تبدیل شد
سال ۲۰۰۷ فیلم ستاره‌های روی زمین با کارگردانی عامرخان به بهترین فیلم سال تبدیل شد و وی نیز عنوان بهترین کارگردان سال را به‌دست آورد و سال بعد فیلم گجینی، او برای بازی در فیلم گجینی نزدیک به یک سال به‌طور مداوم روی بدن خود کار کرد و با بدنی کاملاً عضلانی در فیلم بازی کرد. این فیلم به پرفروش‌ترین فیلم سال تبدیل شد.
سال ۲۰۰۹ باز هم با کولاک عامرخان و فیلم سه احمق همراه بود. این فیلم علاوه برفروش بالا، در کشورهای آسیای شرقی هم فروش خوبی داشت و باعث شد این فیلم تا آن زمان به پرفروش‌ترین فیلم هندی تاریخ تبدیل شود و همچنین در جشنواره‌های بین‌المللی مورد تحسین قرار گرفت. سه احمق که با اشاره به آموزش و پروش در هند تأکید دارد جایزه بهترین فیلم و کارگردانی سال را از آن خود کرد. در سه سال بعدی عامر خان به ترتیب فیلمهای خاطرات بمبئی و دهلی بلی و تلاش: پاسخ دروغ پنهان در کارنامه خود داشت.
عامر سال ۲۰۱۳ با فیلم بسیار پرفروش و موفق موج ۳ به پرده سینما بازگشت که به گفته وی سخت‌ترین نقش دوران کاری او بوده است. اما سال ۲۰۱۴ فیلم پی‌کی در روز اول اکران تمام رکوردها را جابجا کرد. این فیلم در خارج از هند هم فروش بالایی داشت و از محبوبیت بالایی در کل دنیا برخوردار شد. این فیلم هم‌اکنون جز ۲۵۰ فیلم برتر تاریخ سینما است.
اما سال ۲۰۱۶ عامرخان کولاک دوباره‌ای در گیشه‌ها به پا کرد فیلم دنگل با فروشی بی‌سابقه به پرفروش‌ترین فیلم تاریخ هند تبدیل شد. دنگل به بهترین فیلم سال تبدیل شد و عامرخان یک بار دیگر جایزه بهترین بازیگر مرد سال را کسب کرد.
سال ۲۰۱۷ فیلم موفق فوق‌ستاره مخفی موفقیتی دیگر را برای او به ارمغان آورد
سال ۲۰۱۸ فیلم پرهزینه قاتلان هندوستان در روز اول رکورد خوبی به جای گذاشت اما در مجموع نتوانست انتظارات را برآورده کند و در گیشه شکست خورد.

## زندگی خصوصی
عامر خان در ۱۸ آوریل ۱۹۸۶ با رینا دوتا ازدواج کرد. آنان دو فرزند دارند: یک پسر و یک دختر. این دو در سال ۲۰۰۲ از هم جدا شدند؛ ولی همچنان همدیگر را می‌بینند و رابطهٔ خوبی با هم دارند.
عامر خان در سال ۲۰۰۵ با کیران رائو ازدواج کرد. این دو در ۵ دسامبر ۲۰۱۱ تولد اولین فرزندشان را اعلام کردند.
این زوج پس از ۱۵ سال زندگی مشترک در ژوئیه سال ۲۰۲۱ جدایی خود را به صورت رسمی اعلام کردند.

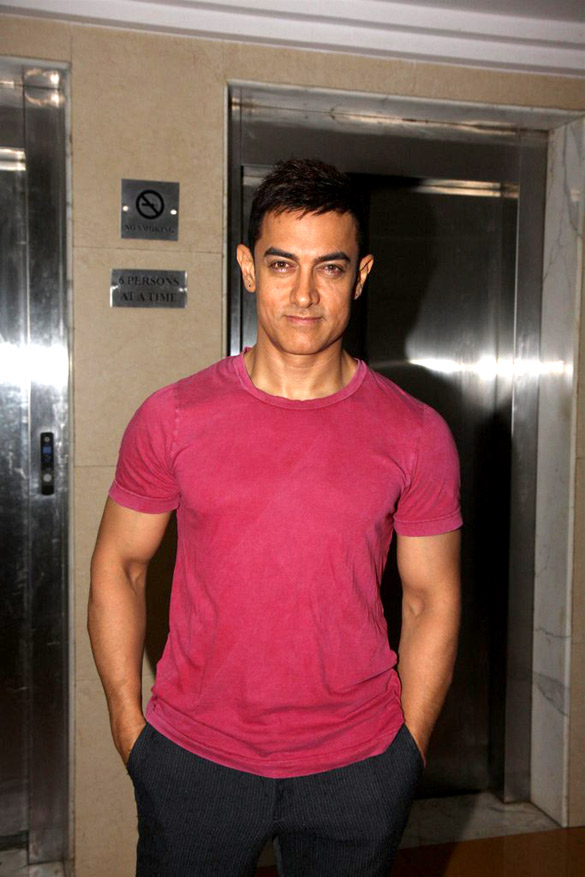
خان در سال ۲۰۰۸

او با ابوالکلام آزاد نسبت فامیلی دارد و از نوادگان خواهر/برادر اوست.

## فیلم‌شناسی
| سال  | عنوان                         | نقش                    | بازیگر نقش مقابل           | توضیحات                                                                                                   |
| ---- | ----------------------------- | ---------------------- | -------------------------- | --- |
| ۱۹۷۳ | پیروزی خاطرات                 |                        |                            | |
| ۱۹۷۴ | مست                           | جوانی راج کومار        |                            | |
| ۱۹۸۴ | هولی                          | مادان شارما            |                            | |
| ۱۹۸۵ | زبردست                        |                        |                            | |
| ۱۹۸۸ | از قیامت به قیامت             |                        | جوهی چاولا                 | برنده جایزه فیلم‌فیر بهترین بازیگر تازه‌وارد مرد                                                            |
| ۱۹۸۹ | خاکستر                        | امیرحسین               |                            | نامزد جایزه فیلم‌فیر بهترین بازیگر مرد                                                                     |
| ۱۹۸۹ | عشق عشق عشق                   | راج                    | جوهی چاولا                 | |
| ۱۹۹۰ | شماره اول                     | سانی                   |                            | |
| ۱۹۹۰ | تو مال من هستی                | شیوا                   | جوهی چاولا                 | |
| ۱۹۹۰ | دل                            | راجا                   | مادهوری دیکشیت             | نامزد جایزه فیلم‌فیر بهترین بازیگر مرد                                                                     |
| ۱۹۹۰ | من دیوانه نیستم               | آجای شارما             | مادهوری دیکشیت             | |
| ۱۹۹۰ | زنده‌باد جوانی                 | شاشی شارما             | فرح                        | |
| ۱۹۹۱ | داستان عشق                    | راج                    | نیلم کوتهاری               | |
| ۱۹۹۱ | قلب نمی‌فهمد                   | راجو                   | پوجا بات                   | نامزد جایزه فیلم فیر بهترین بازیگر مرد                                                                    |
| ۱۹۹۱ | این زندگی است                 | چوتو                   | فرح                        | |
| ۱۹۹۱ | جنگ ثروت                      | راجا                   | جوهی چاولا                 | |
| ۱۹۹۲ | کسی که برنده می‌شود پادشاه است | سانجی لال شرما         | عایشا جولکاپوجا بدی        | نامزد جایزه فیلم‌فیر بهترین بازیگر مرد                                                                     |
| ۱۹۹۳ | سنت                           | رانویر                 | راوینا تاندون              | |
| ۱۹۹۳ | ما مسافران راه عشقیم          | راهول مالهوترا         | جوهی چاولا                 | نامزد جایزه فیلم‌فیر بهترین بازیگر مرد                                                                     |
| ۱۹۹۴ | هر کسی سبک خود را دارد        | اَمر                    | راوینا تاندونکاریشما کاپور | نامزد جایزه فیلم فیر بهترین بازیگر مرد                                                                    |
| ۱۹۹۵ | بازی                          | اَمر دامجی              | مامتا کولکارنی             | |
| ۱۹۹۵ | همه را ترور کن                | روهان سینگ تاکور       | جوهی چاولا                 | |
| ۱۹۹۵ | رنگارنگ                       | مونّا                   | اورمیلا ماتوندکار          | نامزد جایزه فیلم‌فیر بهترین بازیگر مرد                                                                     |
| ۱۹۹۵ | من تنها، تو تنها              | روهیت کومار            | مانیشا کویرالا             | |
| ۱۹۹۶ | راجا هندوستانی                | راجا                   | کاریشما کاپور              | برنده جایزه فیلم‌فیر بهترین بازیگر مرد                                                                     |
| ۱۹۹۷ | عشق                           | راجا                   | جوهی چاولا                 | |
| ۱۹۹۸ | غلام                          | سیدو                   | رانی موکرجی                | نامزد جایزه فیلم‌فیر بهترین بازیگر مرد                                                                     |
| ۱۹۹۹ | سرفروش                        | آجی سینگ راتود         | سونالی بندره               | نامزد جایزه فیلم‌فیر بهترین بازیگر مرد                                                                     |
| ۱۹۹۹ | زمین                          | دل‌نواز                 | شبانه اعظمی                | |
| ۱۹۹۹ | قلب                           | دیو کاران سینگ         | مانیشا کویرالا             | |
| ۲۰۰۰ | نفرت                          | کیشن                   | توینکل خانا                | |
| ۲۰۰۱ | باج                           | بوون                   | گریسی سینگ                 | برنده جایزه فیلم‌فیر بهترین بازیگر مرد - نامزد جایزه اسکار بهترین فیلم بین‌المللی                           |
| ۲۰۰۱ | خواسته دل                     | آکاش                   | پریتی زینتا                | نامزد جایزه فیلم‌فیر بهترین بازیگر مرد                                                                     |
| ۲۰۰۵ | منگال پاندی:طلوع              | منگال پندی             | رانی موکرجی                | نامزد جایزه فیلم‌فیر بهترین بازیگر مرد                                                                     |
| ۲۰۰۶ | زعفرانی رنگش کن               | دی جی                  | سوها علی خان               | نامزد جایزه فیلم‌فیر بهترین بازیگر مرد– برنده جایزه منتقدان فیلم‌فیر بهترین بازیگر مرد                      |
| ۲۰۰۶ | فنا                           | ریحان قادری            | کاجول                      | |
| ۲۰۰۷ | ستاره‌های روی زمین             | رام شانکر نیکومب       | تیسکا چوپرا                | نامزد جایزه فیلم‌فیر بهترین بازیگر نقش مکمل مرد                                                            |
| ۲۰۰۸ | گجینی                         | سانجی سینگهانیا/ ساچین | آسین                       | نامزد جایزه فیلم‌فیر بهترین بازیگر مرد                                                                     |
| ۲۰۰۹ | سه احمق                       | رانچو                  | کارینا کاپور               | نامزد جایزه فیلم‌فیر بهترین بازیگر مرد – سیزدهمین فیلم هندی پرفروش تاریخ سینمای هند                        |
| ۲۰۱۰ | خاطرات بمبئی                  | آرون                   | مونیکا دوگرا               | |
| ۲۰۱۱ | دهلی بلی                      |                        |                            | |
| ۲۰۱۲ | تلاش                          | سورجن شگاوت            | رانی موکرجیکارینا کاپور    | |
| ۲۰۱۳ | موج ۳                         | ساحر/ ثمر              | کاترینا کایف               | دوازدهمین فیلم هندی پرفروش تاریخ سینمای هند                                                               |
| ۲۰۱۴ | پی‌کی                          | پی‌کی                   | انوشکا شارما               | نامزد جایزه فیلم‌فیر بهترین بازیگر مرد – پنجمین فیلم هندی پرفروش تاریخ سینمای هند                          |
| ۲۰۱۶ | دانگال                        | ماهاویر سینگ فوگات     | ساکشی تنور                 | برنده جایزه فیلم‌فیر بهترین بازیگر مرد – پرفروش‌ترین فیلم هندی تاریخ سینمای هند – جزو ۲۰ فیلم پرفروش در چین |
| ۲۰۱۷ | فوق‌ستاره مخفی                 | شاکتی کومار            |                            | نامزد جایزه فیلم‌فیر بهترین بازیگر نقش مکمل مرد – چهارمین فیلم هندی پرفروش تاریخ سینمای هند                |
| ۲۰۱۸ | قاتلان هندوستان               | فیرنگی                 | کاترینا کایف               | |
| ۲۰۲۱ | لال سینگ چادا                 | لال سینگ چاددا         | کارینا کاپور               | |

## افتخارات
1. فرستادن چهار فیلم به اسکار، که دو تا از آن‌ها به مرحلهٔ نهایی هم رفتند.
2. اولین فیلمی که توانست رکورد فروش بیش از ۱۰۰ کرور را بشکند فیلم گجینی با بازی عامر است. همچنین اولین فیلمی که توانست رکورد فروش ۲۰۰ کرور را هم بشکند یکی از فیلم‌های عامر است؛ و فیلم دانگال عامر همچنان صدر نشین پرفروش‌ترین فیلم است
3. بیست بار نامزد دریافت جایزهٔ بهترین بازیگر مرد.
4. سه بار برندهٔ جایزهٔ بهترین بازیگر مرد.
5. برندهٔ جایزهٔ بهترین بازیگر تازه‌وارد در سال ۱۹۹۰.
6. برندهٔ جایزهٔ بهترین بازیگر از نظر منتقدان در سال ۲۰۰۷ برای بازی در فیلم زعفرانی رنگش کن.
7. برندهٔ جایزهٔ بهترین کارگردانی در سال ۲۰۰۸.
8. رکورددار فروش فیلم در کل تاریخ سینمای هند، برای فیلم پی‌کی-دانگال.[نیازمند منبع]
9. نامزد جایزهٔ بهترین بازیگر مرد سال ۲۰۰۸. (البته غیر از عامر خان کسی از دیگر بازیگران نبودند)
10. سه بار برنده شدن در مسابقات جهانی فینفر.
11. نامزد انتخاب به‌عنوان مرد سال ۲۰۱۰ از سوی مجلهٔ سی‌کیو.
12. رکورددار بازی در فیلم‌های پرفروش.